# Federico Trucco
Federico Trucco (Rosario, 27 de mayo de 1977) es un científico argentino, CEO de Bioceres Crop Solutions Corp. Es hijo de Víctor Trucco, empresario agrícola fundador y primer presidente de Bioceres, y María Cristina Fossaroli, ambos universitarios de primera generación descendientes de inmigrantes italianos que se establecieron como agricultores en la región centro-sur de la Provincia de Santa Fe.

## Educación
Asistió a la universidad en los Estados Unidos, obteniendo una licenciatura en bioquímica de la Universidad Estatal de Luisiana (1998); una maestría en malezoología y patología vegetal de la Universidad Estatal de Colorado (2002); y un doctorado (Ph.D.) en ciencia de cultivos de la Universidad de Illinois, Urbana-Champaign (2005), donde también obtuvo una especialización en administración de empresas (CBA) (2003).
Durante el transcurso de sus estudios de maestría, el padre de Federico fundó la empresa Bioceres junto con socios como Gustavo Grobocopatel y Rogelio Fogante, entre otros asociados, como una firma de gestión de proyectos en el espacio agro-biotecnológico.

## Carrera profesional
Al terminar sus estudios superiores, Federico Trucco comenzó a trabajar en Bioceres como líder de investigación de uno de sus proyectos de investigación y desarrollo. A fines de 2005 ingresó al Instituto de Agrobiotecnología de Rosario (INDEAR), donde ha ocupado cargos asociados a actividades de investigación y desarrollo, hasta asumir el cargo de Gerencia General en 2009.
Desde 2011 hasta junio de 2025 asumió el cargo de director general del grupo Bioceres, grupo controlador de INDEAR, liderando el lanzamiento de nuevas empresas biotecnológicas como Verdeca y Trigall Genetics, entre otras. En 2013, Bioceres a través de INDEAR, inauguró INMET SA, una empresa de biotecnología dedicada a la biología sintética y la optimización de microorganismos con foco en la biotransformación de residuos agroindustriales en moléculas de alto valor.
En 2015, también bajo su liderazgo, se aprobó la soja HB4 en Argentina, luego en Brasil (mayo de 2019), Estados Unidos (agosto de 2019), Paraguay (2019), Canadá (2021) y República Popular China (2022), variedad transgénica tolerante a sequía, desarrollada por la empresa Bioceres en conjunto con CONICET y la Universidad Nacional del Litoral (UNL).
En 2016 anunció la compra del 50% de Rizobacter Argentina SA, empresa de inoculantes de semillas y fertilizantes biológicos. En ese mismo año, se crea Héritas, una empresa de medicina de precisión, a través de un convenio entre INDEAR y Laboratorio CIBIC. Desde 2019 es presidente de la Cámara Argentina de Biotecnología. Ese mismo año, la unidad de negocios Bioceres Crop Solutions (BIOX), un proveedor totalmente integrado de tecnologías de productividad de cultivos diseñadas para permitir la transición de la agricultura a la neutralidad de carbono, cotizó en la Bolsa de Valores de Nueva York con el símbolo $BIOX.

## Publicaciones
- «Comportamiento de campo exitoso en ambientes cálidos y secos de soja que expresa el factor de transcripción de girasol HB4[2]». Ribichich, KF, Chiozza, M., Ávalos-Britez, S., Cabello, JV, Arce, AL, Watson, G. y Chan, RL (2020). Revista de Botánica Experimental,[3] 71(10), 3142-3156.
- «En Parientes silvestres de cultivos: recursos genómicos y de mejoramiento[4]» Trucco, F., & Tranel, PJ (2011). (páginas. 11–21). Springer, Berlín, Heidelberg.
- «Fuera del pantano: la hibridación unidireccional con especies de malezas puede explicar la prevalencia de Amaranthus tuberculatus como maleza[5]». Trucco, F., Tatum, T., Rayburn, AL y Tranel, PJ (2009). Nuevo fitólogo,[6] 184(4), 819-827.
- «Promiscuidad en amarantos maleza: alta frecuencia de hibridación hembra de cáñamo de agua alto (Amaranthus tuberculatus) × bledo suave (A. hybridus) en condiciones de campo[7]». Trucco, F., Jeschke, MR, Rayburn, AL y Tranel, PJ (2005). Ciencia de malezas,[8] 53(1), 46-54.
- «Ciencia de las malas hierbas del siglo XXI: una llamada a la genómica de Amaranthus». Tranel, PJ y Trucco, F. (2009). Genómica de plantas invasoras y malezas,[9] 53, 81.
- «Un enfoque interdisciplinario para estudiar el rendimiento de cultivos genéticamente modificados de segunda generación en ensayos de campo: un estudio de caso con soja y trigo que llevan el factor de transcripción HaHB4 de girasol[10]». González, Fernanda GabrielaI; Rigalli, Nicolás FranciscoI; Miranda, Patricia VivianI; Romagnoli, Martín I; Ribichich, Karina Fabiana; Truco, Federico; Portapila, Margarita Isabel; Otegui, María Elena; Chan, Raquel Lía. (2020) Fronteras en la ciencia de las plantas, 178.
- «¿Por qué los cultivos transgénicos de segunda generación aún no están disponibles en el mercado?»[11] Chan, RL, Trucco, F. y Otegui, ME (2020). Revista de Botánica Experimental,[12] 71(22), 6876-6880.